# Suchovská husa
Suchovská husa je plemeno husy domácí, které bylo vyšlechtěno v 80. letech 20. století z místních husí chovaných v okolí Suché nad Parnou. Je to národní plemeno Slovenska.  

## Popis
Suchovská husa je středního tělesného rámce (hmotnost samce 6,5-7,5 kg, samice 5,5-6,5 kg), tvrdé konstituce kompaktního pevně stavěného, téměř vodorovně drženého těla, pastevního typu, nenáročná, sedavá, vhodná pro drobnochovatele, snáší je 14-16 vajec s hmotností 140 g a velmi dobrým pudem kvokavosti. Je to husa žlutodivokého zbarvení středního spíše menšího typu, se středně hrubým krkem, kompaktním hlubokým trupem s výrazným dvojitým podbřiškem. 

## Početnost
Vzhledem k malému počtu chovaných jedinců (150 samic a 75 samců) se považuje suchovská husa za ohrožené plemeno.
| Rok    | Počet chovů | Počet samců | Počet samic | Celkem |
| 2001   | 18          | 20          | 52          | 72     |
| 2002   | 24          | 29          | 53          | 82     |
| 2003   | 23          | 26          | 41          | 67     |
| 2004   | 29          | 34          | 88          | 122    |
| 2005   | 28          | 43          | 100         | 143    |
| 2006   | 35          | 47          | 94          | 141    |
| 2007   | 27          | 44          | 96          | 140    |
| 2008   | 21          | 40          | 96          | 136    |
| 2009   | 21          | 41          | 73          | 114    |
| 2010   | 19          | 25          | 57          | 82     |
| Průměr | 25          | 35          | 75          | 110    |